# Distretto di Bo Kluea
Il distretto di Bo Kluea (in thailandese: บ่อเกลือ) è un distretto (amphoe) della Thailandia, situato nella provincia di Nan.